# Canonica di San Michele (Scarlino)
La canonica di San Michele era un edificio sacro situato a Scarlino, nella provincia di Grosseto.
I ruderi della Canonica di San Michele sono costituiti dai resti dell'abside semicircolare e della base del campanile, e sono databili tra la fine del secolo XII e gli inizi del XIII. Il parato murario dell'abside a fasce orizzontali bianche e verdi è indicativo dell'influenza pisana. 
È probabile che la chiesa sia stata abbandonata nel Quattrocento, in seguito agli assalti dei saraceni.